# 南阿蘇鉄道MT-2100形気動車
南阿蘇鉄道MT-2100形気動車 （みなみあそてつどうMT-2100がたきどうしゃ）は、1987年（昭和62年）に日本国有鉄道（国鉄）キハ52 35を譲受し、1993年（平成5年）まで使用された南阿蘇鉄道の気動車である。

## 概要
南阿蘇鉄道は1986年（昭和61年）4月に国鉄の特定地方交通線だった高森線を第三セクターに転換して開業し、当初MT-2000形3両が用意されたが、予備車確保と、トロッコ列車の補助機関車（補機）として使用する目的で、1986年（昭和61年）12月に熊本で廃車となった国鉄キハ52 35を購入した。縦型のDMH17Cディーゼルエンジン2基を備えるキハ52としては初期型に属する車両である。導入にあたり、MT-2000形と連結できるようジャンパ栓が交換され、外部塗装もMT-2000形に準じたものに変更された。ワンマン運転用の装備がなかったことなどからほとんど使用されることのないまま1993年（平成5年）にMT-3001に置き換えられて廃車された。

## 車体
種車であるキハ52 35は昭和35年度本予算で1961年（昭和36年）1月に製造された車両である。南阿蘇鉄道では、塗装以外の外装は変更されなかった。キハ52は、2エンジン搭載のため車体長がキハ20より500 mm長い20.8 mとなり、扉間の窓が1枚多くなっている。前面貫通式、乗務員室は全室式、850 mm幅の客用扉が片側2か所、台車よりやや中心寄りにある。後位側にはトイレと水タンクが設けられ、扉間には 930 mm幅の窓6組と663 mm幅の戸袋窓2組が、前位側客用扉の車端寄りには425 mm幅と930 mm幅の窓各1組、後位側には930 mm幅の窓とトイレ部に窓が設けられた。戸袋窓、トイレ窓以外はいずれも上段上昇、下段上昇式である。後年製造されたキハ52 100番台に対し、排気管の都合で窓間隔が均等ではないこと、客用扉が120 mm車端寄りにあるなどの外観上の相違がある。
車体外部はMT-2000形と同様、白をベースに外部塗装は白をベースとし、火の国熊本の阿蘇山と清流の白川をアレンジしたオレンジ色と水色の帯が巻かれた
車内は国鉄時代の姿のまま使用された。座席配置はセミクロスシートで、戸袋部がロングシート、前位側運転台直後が2人掛けシートとなっている他は4人掛ボックスシートである。

## 走行装置

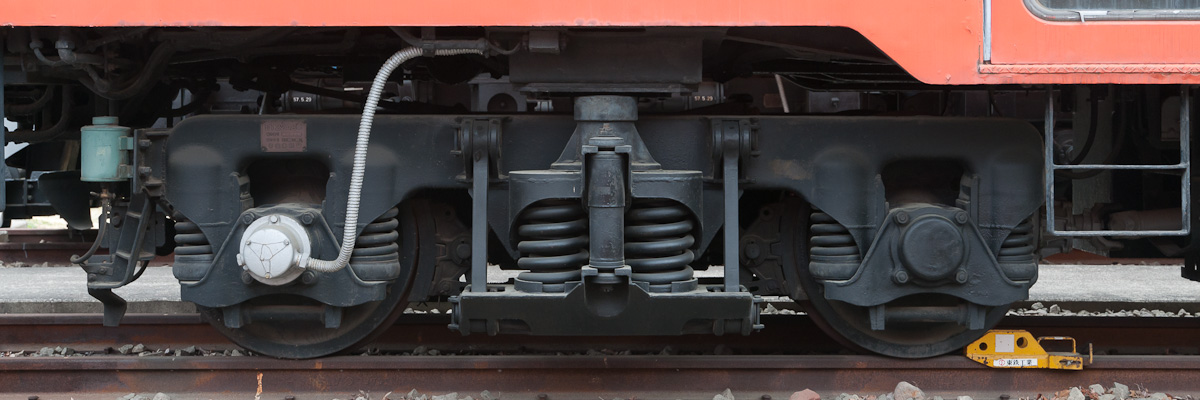
DT22系台車

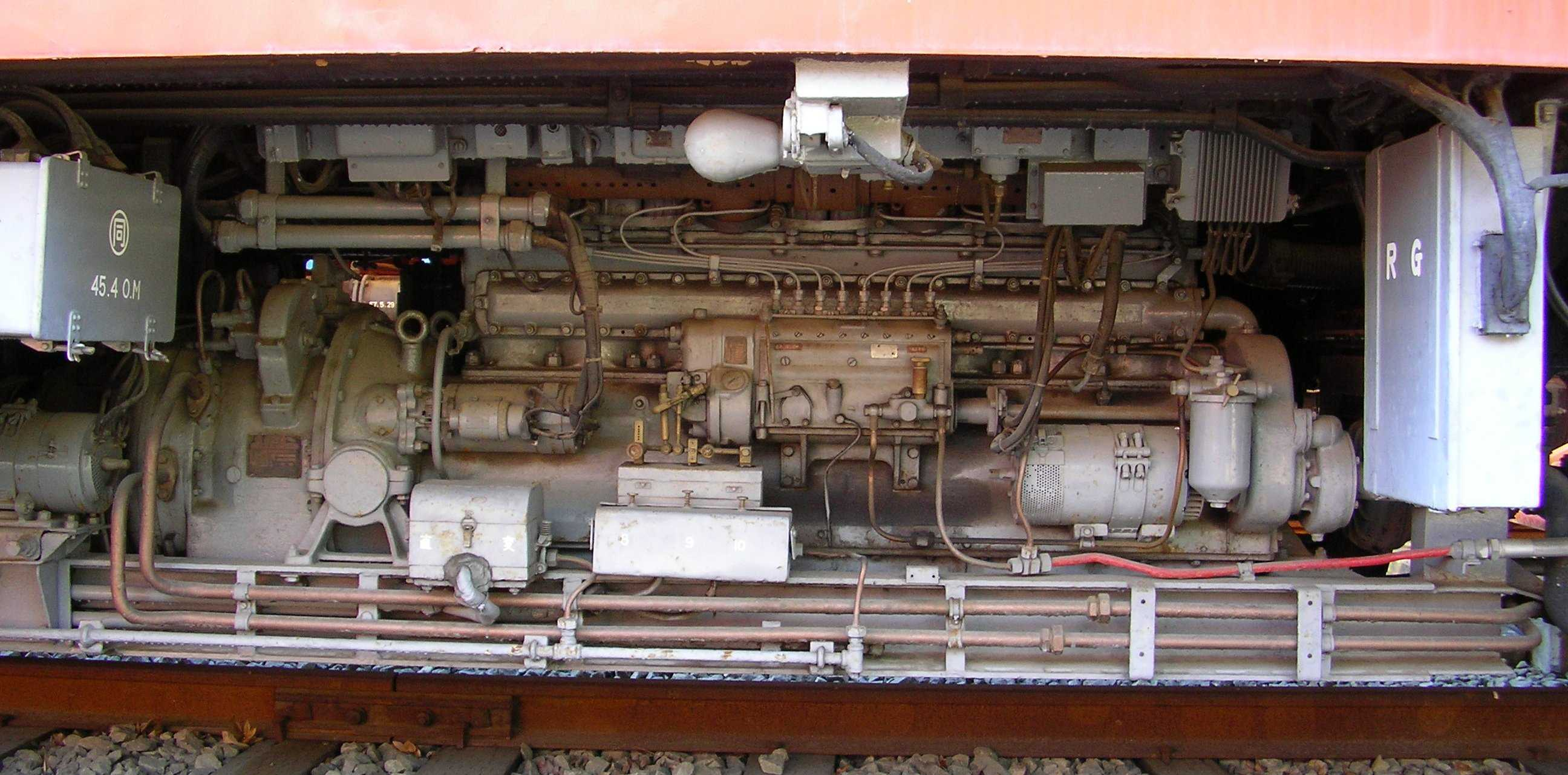
DMH17Cエンジン

エンジンは、DMH17Cディーゼルエンジンを2基搭載、定格出力132 kW (180 PS)  / 1,500 rpmで使用された。動力は新潟コンバーター製DD115液体変速機を介して1軸駆動の台車に伝達される。台車は前後ともDT22A（2連式コイルばね、ウイングばね式）、 制動装置はDA1A自動空気ブレーキである。

## 空調装置
暖房装置は軽油を燃料とする独立式である。冷房装置は設けられていない。

## 車歴
| 国鉄形式 | 国鉄車両番号 | 製造年月  | 製造者     | 国鉄廃車   | 南阿蘇形式 | 南阿蘇車両番号 | 南阿蘇入籍 | 廃車       |
| -------- | ------------ | --------- | ---------- | ---------- | ---------- | -------------- | ---------- | ---------- |
| キハ52   | キハ52 35    | 1961年1月 | 新潟鐵工所 | 1986年12月 | MT-2100    | 2105           | 1987年2月  | 1993年12月 |

## 運用
1986年（昭和61年）4月1日に国鉄高森線立野 - 高森間17.7 kmが第三セクター南阿蘇鉄道に移管され、MT-2000形3両が投入されたが、予備車確保と、トロッコ列車の補機とする目的で国鉄キハ52 35を購入してMT-2100形2105とした。キハ52 35は1961年（昭和36年）1月新潟鐵工所で製造され、盛岡客貨車区に配置、1986年（昭和61年）12月に熊本機関区で廃車されている。キハ52 35は西日本交通機械でMT-2000形にあわせた外部塗装への変更、MT-2100形と連結可能とするためのジャンパ栓の交換、デッドマン装置の取り付けなどの改造が行われ、1987年（昭和62年）2月にMT-2105として南阿蘇鉄道に入籍した。1989年（平成元年）8月に中松駅に行き違い設備が設置されるまでは途中行き違い設備がなかったため、ラッシュ時に2両編成が運転される以外は1両のみが使用されており、ワンマン運転設備のないMT-2100形が運転される機会はほとんどなかった。老朽化と合理化のため、MT-3000形3001に置き換えられ、1993年（平成5年）12月に廃車された。廃車後しばらくは倉庫として利用されていたが、のちに解体されている。